# 특허 포트폴리오
특허 포트폴리오(patent portfolio)는 개인 또는 회사와 같은 단일 개체에 의해 소유된 특허의 집합이다. 특허들은 서로 유관하거나 무관할 수 있다. 
특허 포트폴리오의 금전상의 이득은 포트폴리오를 지닌이에 대한 시장 독점 위치와 지적재산권의 라이선스의 수입 등을 포함한다. 금전 이외의 수입은 교차라이선스 등의 전략적인 이득을 포함한다. 
특허는 고정된 기한을 지니기 때문에 특허의 포트폴리오의 요소는 일정하게 만료되고 공공의 영역에 들어간다. 
회사의 특허 포트폴리오의 가치는 회사의 전체적인 가치의 중요한 부분이 될 수 있다. 

## 같이 보기
- 특허 풀
- 특허 괴물